# IC 3446
IC 3446 ist eine spiralförmige Zwerggalaxie vom Hubble-Typ Sdm im Sternbild Jungfrau am Nordsternhimmel. Sie ist 53 Millionen Lichtjahre von der Milchstraße entfernt.
Das Objekt wurde am 10. Mai 1904 vom US-amerikanischen Astronomen Royal Harwood Frost entdeckt.